# Роберт Брум
Роберт Брум (англ. Robert Broom; 30 листопада 1866 — 6 квітня 1951) — шотландський і південноафриканський лікар і палеонтолог. У 1895 році здобув освіту лікаря і в 1905 став Доктором Наук від Університету Глазго. У 1893 одружився з Мері Байрд Бейлі. З 1903 по 1910 був викладачем зоології та геології в Вікторія Коледжі (Стелленбос, ПАР) і згодом став хранителем палеонтології хребетних в південноафриканському Музеї Кейптауна. Роберт Брум зробив значний внесок у палеонтологію рептилій і предків людини.

## Науковий внесок
Першу популярність Бруму принесли дослідження звіроподібних рептилій. Після відкриття Реймондом Дартом «Дитини Таунга», австралопітека-немовляти, інтерес Брума до палеонтології значно зріс.
У 1934 році Брум став асистентом палеонтології в Трансваальському музеї. У наступні роки, Брум і Джон Т. Робінсон зробили серію захоплюючих знахідок, включаючи фрагменти шести гомінідів в печері Стеркфонтейн, яких вони назвали Plesianthropus transvaalensis, але пізніше ці фрагменти були класифіковані як дорослі особини австралопітека африканського.
У 1937 році Брум здійснив своє найвідоміше відкриття — Paranthropus robustus. Ці відкриття допомогли Раймонду Дарту систематизувати вид Таунга. Подальша кар'єра Брума була присвячена дослідженню цих місцезнаходжень та інтерпретації багатьох ранніх останків гомінідів, виявлених в цих місцях. У 1946 році Брум був нагороджений медаллю Лондонського королівського товариства в Національній Академії Наук.
Він продовжував писати до самого останнього. Незадовго до своєї смерті він закінчив монографію про австралопітеків.

## Публікації
Найважливіші (з сотні його статей), які були опубліковані в різних наукових журналах:
- «Fossil Reptiles of South Africa» в Science in South Africa (1905)
- «Reptiles of Karroo Formation» в Geology of Cape Colony (1909)
- «Development and Morphology of the Marsupial Shoulder Girdle» в Transactions of the Royal Society of Edinburgh (1899)
- «Comparison of Permian Reptiles of North America with Those of South Africa» в Bulletin of the American Museum of Natural History (1910)
- «Structure of Skull in Cynodont Reptiles» в Proceedings of the Zoölogical Society (1911).
- «The South Africa Fossil Ape-Men, The Australopithecinae» (1946).